# Atomic Heart (Mr. Children)
Atomic Heart è il quarto album del gruppo musicale giapponese Mr. Children pubblicato il 1º settembre 1994. L'album è arrivato alla terza posizione della classifica Oricon ed ha venduto 3 429 650 copie.

## Tracce
1. Printing - 0:24
2. Dance dance dance - 4:57
3. Love connection (ラヴ コネクション?) - 4:57
4. Innocent World - 5:45
5. Classmate (クラスメイト?) - 5:27
6. Cross Road - 4:33
7. Jealousy (ジェラシー?) - 6:41
8. Asia (Asia) (Asia (エイジア)?) - 5:22
9. Rain - 0:20
10. Ame nochi hare (雨のち晴れ?) - 5:34
11. Round About ~kodoku no shōzō~ (Round About 〜孤独の肖像〜?) - 5:25
12. Over - 4:27